# Thore och Thuva Härdelin
Thore och Thuva Härdelin är ett folkmusikalbum med fiolspelmännen Thore och Thuva Härdelin från Delsbo. Utgivet 1991 på CD av skivbolaget Amigo med skivmärke AMCD 723.

## Låtlista
Alla låtar är traditionella om inget annat anges.
1. "Gammal och ung" – 1:48
2. "S:t Bartholomeivalsen" (Thore Härdelin) – 1:52
3. "Bisens polska" (Thore Härdelin) – 1:47
4. "Hinspolska" – 2:32
  - Solo: Thore Härdelin
5. "Knäppolska" (Pelle Schenell) – 1:37
  - Solo: Thore Härdelin
6. "Lillpolska" (efter Axel Nordgren, Delsbo) – 1:52
7. "Lyckomarschen" (Thore Härdelin) – 1:36
8. "Loka Britas polska" (efter Erik Ljung "Kusen", Delsbo) – 2:02
9. "Schottis efter Helmer Larsson" – 1:38
10. "Forngårdslåten" (Thore Härdelin) – 1:58
  - Solo: Thore Härdelin
11. "Stugupolska" (Lapp-Nils) – 1:26
  - Solo: Thore Härdelin
12. "Lappkungens polska" (Lapp-Nils) – 1:43
  - Solo: Thore Härdelin
13. "Lill-Mats polska" – 1:31
14. "Njox Nils brudmarsch" (efter Njox-Nils, Ovanåker och Hultkläppen, Hassela) – 1:47
15. "Delsbo brudmarsch" (Thore Härdelin (d.ä.)) – 2:00
16. "Drömschottis" (Thore Härdelin) – 2:20
17. "Bergrosa" (Sven Nyhus, Røros, Norge) –
18. "Polska efter Andreas Spik" – 1:30
19. "Vals efter Lom-Jansguten" (överförd till Delsbo via Hjalmar Wallberg och Thore Härdelin (d.ä.)) – 2:02
  - Solo: Thore Härdelin
20. "Ringlåten" (efter Carl Sved) – 2:37
  - Solo: Thore Härdelin
21. "Ridum ridum" (folkvisa från Island) – 1:43
22. "Polska efter Pers Hans" – 2:19
  - Solo: Thore Härdelin
23. "Ängakungens visa" (efter Åströms Olle och Thore Härdelin (d.ä.), Delsbo) – 1:51
  - Solo: Thore Härdelin
24. "Lisas polska" (Thore Härdelin) – 1:20
  - Solo: Thore Härdelin
25. "Gällsbo Jonas polska" (efter Gällsbo Emil Olsson) – 2:51

Total tid: 50:37
- Arrangemang:
- Thore Härdelin (1, 6, 8, 13, 17, 25)
- Thuva Härdelin (2, 3, 7, 9, 16, 18, 21)
- Thuva & Thore Härdelin (15)

## Medverkande
- Thore Härdelin — fiol
- Thuva Härdelin — fiol, altfiol
- Anders Olsson — munspel